# Confederação Africana de Ciclismo
A Confederação Africana de Ciclismo (CAC) é a instituição que representa às federações nacionais africanas de ciclismo a nível competitivo ante a União Ciclista Internacional. Assim mesmo, é a responsável por organizar periodicamente as competições continentais correspondentes.
Tem a sua sede na cidade de Cairo (Egipto) e o presidente em funções desde 2013 é o egípcio Mohamed Wagih Azzam.

## Federações nacionais
Em 2014 a CAC conta com a afiliação de 51 federações nacionais.
| Nº. | País                           | Federação                                  | Sítio oficial |
| --- | ------------------------------ | ------------------------------------------ | ------------- |
| 1   | Argélia                        | Federação Argelina de Ciclismo             |               |
| 2   | Angola                         | Federação Ciclista da Angola               |               |
| 3   | Benim                          | Federação Beninesa de Ciclismo             |               |
| 4   | Botswana                       |                                            |               |
| 5   | Burquina Fasso                 | Federação Burkinesa de Ciclismo            |               |
| 6   | Burundi                        | Federação Burundesa de Ciclismo            |               |
| 7   | Cabo Verde                     |                                            |               |
| 8   | Camarões                       | Federação Camerunesa de Ciclismo           |               |
| 9   | República Centro-Africana      | Federação Centroafricana de Ciclismo       |               |
| 10  | Chade                          |                                            |               |
| 11  | República do Congo             | Federação Congolesa de Ciclismo            |               |
| 12  | Costa do Marfim                | Federação Marfileña de Ciclismo            |               |
| 13  | República Democrática do Congo | Federação Ciclista da República do Congo   |               |
| 14  | Egito                          | Federação Ciclista Egípcia                 |               |
| 15  | Eritreia                       | Federação Nacional Ciclista da Eritréia    |               |
| 16  | Etiópia                        | Federação Ciclista da Etiópia              |               |
| 17  | Gabão                          | Federação Gabonesa de Ciclismo             |               |
| 18  | Gâmbia                         | Associação Ciclista da Gambia              |               |
| 19  | Gana                           | Associação Ciclista da Ghana               |               |
| 20  | Guiné                          | Federação Guineana de Ciclismo             |               |
| 21  | Guiné-Bissau                   |                                            |               |
| 22  | Guiné Equatorial               |                                            |               |
| 23  | Quênia                         | Associação Ciclista do Quénia              |               |
| 24  | Lesoto                         | Associação Ciclista do Lesoto              |               |
| 25  | Libéria                        | Associação Nacional Ciclista da Libéria    |               |
| 26  | Líbia                          | Federação Ciclista da Líbia                |               |
| 27  | Madagáscar                     | Federação Malgache de Ciclismo             |               |
| 28  | Malawi                         | Federação Ciclista do Malawi               |               |
| 29  | Mali                           | Federação Maliense de Ciclismo             |               |
| 30  | Marrocos                       | Real Federação Marroquina de Ciclismo      |               |
| 31  | Ilhas Maurícias                | Federação Mauriciana de Ciclismo           |               |
| 32  | Mauritânia                     | Federação Mauritana de Ciclismo            |               |
| 33  | Moçambique                     | Federação Mozambiqueña de Ciclismo         |               |
| 34  | Namíbia                        | Federação Ciclista da Namibia              |               |
| 35  | Nigéria                        | Federação Ciclista da Nigéria              |               |
| 36  | Ruanda                         | Federação Ruandesa de Ciclismo             |               |
| 37  | São Tomé e Príncipe            | Federação Santotomense de Ciclismo         |               |
| 38  | Senegal                        | Federação Senegalesa de Ciclismo           |               |
| 39  | Seicheles                      | Associação ciclista das Seychelles         |               |
| 40  | Serra Leoa                     | Associação Nacional Ciclista da Serra Leoa |               |
| 41  | Somália                        | Federação Ciclista Somali                  |               |
| 42  | África do Sul                  | Ciclismo da África do Sul                  |               |
| 43  | Sudão                          | Federação Ciclista do Sudão                |               |
| 44  | Essuatíni                      | Associação Ciclista da Suazilandia         |               |
| 45  | Tanzânia                       | Associação Ciclista da Tanzânia            |               |
| 46  | Togo                           | Federação Togolesa de Ciclismo             |               |
| 47  | Tunísia                        | Federação Tunezina de Ciclismo             |               |
| 48  | Uganda                         | Associação Ciclista da Uganda              |               |
| 49  | Djibuti                        |                                            |               |
| 50  | Zâmbia                         | Associação Ciclista da Zâmbia              |               |
| 51  | Zimbabwe                       | Associação Ciclista do Zimbabué            |               |